# Lepidepecreella ctenophora
Lepidepecreella ctenophora är en kräftdjursart som beskrevs av Schellenberg 1926. Lepidepecreella ctenophora ingår i släktet Lepidepecreella och familjen Lysianassidae. Inga underarter finns listade i Catalogue of Life.